# 86: Eighty-Six
86 (-エイティシックス, Eiti Shikkusu) é uma série Light novel escrita por Asato Asato e ilustrada por Shirabii. A publicação começou pela editora ASCII Media Works impressos na Dengeki Bunko  desde fevereiro de 2017. Uma adaptação do mangá com arte Motoki Yoshihara foi serializada na revista Young Gangan da editora Square Enix desde fevereiro de 2018. Depois uma adaptação de série de anime para televisão feita pela A-1 Pictures estreou em abril de 2021.

## Sinopse

### Enredo
Juggernauts, os drones não-tripulados de guerra, desenvolvidos pela República de San Magnolia para conter os ataques dos Legion, os drones autônomos do fronteiriço Império de Giad. Mas os Juggernauts são não-tripulados apenas para a mídia. Na realidade, eles são pilotados pelos Eighty-sixers - humanos tratados como inferiores, e usados como meras ferramentas. Shin é o capitão do Esquadrão Spearhead, lutando num campo de batalha onde apenas a morte o espera. Lena é uma soldada de elite, encarregada das operações de campo e determinada a tratar os Eighty-sixers com humanidade.

## Personagens
- Shinei Nouzen (シ ン エ イ ・ ノ ウ ゼ ン, Shin'ei Nouzen)

Voz de: Shōya Chiba
Dublado por: João Capelli  (Brasil);
O líder do esquadrão 86 "Spearhead" que lutou e sobreviveu a inúmeras batalhas apesar de ter apenas 16 anos. Apelidado de "Undertaker" (Ceifador) por seu hábito de manter uma caixa cheia de dogtags feitos de pequeno pedaço dos Juggernauts de cada companheiro morto, ele planeja enterrar quando a guerra terminar. Shin é conhecido por sua crueldade contra inimigos e aliados. Há rumores de que pilotos anteriores que lidaram com ele enlouqueceram e deixaram a unidade, se aposentaram ou até mesmo cometeram suicídio por razões desconhecidas.
- Vladilena Milizé (ヴ ラ デ ィ レ ー ナ ・ ミ リ ー ゼ, Vuradirēna Milīze)

Voz de:  Ikumi Hasegawa
Dublado por: Hannah Buttel (Brasil);
Uma oficial do exército de San Magnolia que foi promovida a major com apenas 16 anos, graças a uma mistura de suas habilidades e conexões familiares. Lena tem o hábito de tratar seus "86" como pessoas "sangue puro", ao contrário de seus outros colegas, que tratam os 86 como objetos descartáveis. Lena é a recém-designada para o esquadrão "Spearhead" (Ponta da Lança) da República.

## Mídia

### Light novel
86 é escrito por Asato Asato e ilustrado por Shirabii, com design mecânico de I-IV. Publicado pela editora ASCII Media Works desde de 10 de fevereiro de 2017 sob seu selo Dengeki Bunko.

### Mangás
Uma manga de adaptação feita por Motoki Yoshihara é publicado pela editora Square-Enix na revista seinen manga revista Young Gangan desde 16 de fevereiro de 2018.

#### 86: Operation High School
Gakuen 86 Academy foi um spin-off da série de mangá feito por Suzume Somemiya e publicado na editora Media Factory na revista seinen mensal Comic Alive entre 27 de junho de 2020 a 27 de agosto de 2021, com dois volumes publicados.

#### 86: Run Through the Battlefront
O terceiro mangá é feito por Hiroya Yamazaki começou a serialização no aplicativo Manga UP! da Square Enix em 24 de janeiro de 2021.

#### 86: Fragmental Neoteny
Um mangá prequela começou a serialização na Monthly Comic Alive em 26 de abril de 2021 e está sendo feito por Shinjo Takuya.

### Anime
Uma adaptação de anime para televisão foi anunciada em uma transmissão ao vivo comemorando o primeiro aniversário da light novel no site "Kimirano" subsidiaria da Kadokawa em 15 de março de 2020. O anime é produzido pelo estúdio A-1 Pictures e dirigido por Toshimasa Ishii, com Toshiya Ōno nos roteiros, Tetsuya Kawakami nos design de personagens, Hiroyuki Sawano e Kohta Yamamoto na composição musical. O CG é desenvolvido pela associação Shirogumi. A série foi originalmente programada para ir ao ar até o fim 2020, mas foi adiada.  A animação foi dividida em "split-cour", com a primeira metade sendo exibida na Tokyo MX e outras emissoras entre os dias 11 de abril a 20 de junho de 2021.  Em 28 de março de 2021, Tokyo MX transmitiu um episódio especial comemorando o início da série, estrelando pelo elenco principal Shōya Chiba e Ikumi Hasegawa, o produtor executivo Nobuhiro Nakayama e o compositor musical Hiroyuki Sawano.
A segunda metade estreou em 3 de outubro de 2021. Devido a problemas de produção três episódios foram adiados em uma semana, sendo 17, 18 e 20, novamente entrou em hiato até 12 de março, a segunda parte encerrou em 19 de março de 2022.
No Brasil e em Portugal a animação foi transmitida simultaneamente pela Crunchyroll, e em todo o mundo, exceto os países da Ásia, o anime também recebeu dublagens para português brasileiro, inglês, espanhol, francês e alemão, desde de 19 de junho de 2021, com dez semanas de diferença referente ao lançamento do episódio no Japão. A Muse Communication licenciou a série no Sudeste Asiático e vai transmiti-lo nas plataformasiQIYI e bilibili.

#### Musicas
Os temas de abertura são:
- 3-bun 29-byō (3分29秒) – Hitorie (1 ~ 11)[22]
- Kyōkaisen (境界線) – Amazarashi[23]

Os temas de encerramento são:
- Avid – SawanoHiroyuki[nZk] (1 ~ 3, 5, 7, 9, 11 e ES)[22]
- Hands Up to the Sky – SawanoHiroyuki[nZk] (4, 6, 8,10)[22]
- Alchemila (アルケミラ)  – Regal Lily[23]

Foi lançado um conjunto de dois CDs, da trilha sonora original do anime, composta por Hiroyuki Sawano e Kohta Yamamoto, em 7 de julho de 2021.

### Mangá
- «Site oficial da light novel» (em japonês). na Dengeki Bunko
- «Site oficial do mangá» (em japonês). na editora Square-Enix
- 86: Eighty-Six (light novel) na enciclopédia do Anime News Network (em inglês)

### Anime
- Página oficial do Anime
- «TVアニメ『86―エイティシックス―』【公式】@anime_eightysix» (em japonês). twitter oficial (anime)
- 86: Eighty-Six (anime) na enciclopédia do Anime News Network (em inglês)
- 86 TV2 (anime) na enciclopédia do Anime News Network (em inglês)

Streaming
- «86 EIGHTY-SIX». na Crunchyroll